# Acronicta schmalzriedi
Acronicta schmalzriedi är en fjärilsart som beskrevs av Lemmer 1937. Acronicta schmalzriedi ingår i släktet Acronicta och familjen nattflyn. Inga underarter finns listade i Catalogue of Life.

## Bildgalleri

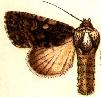
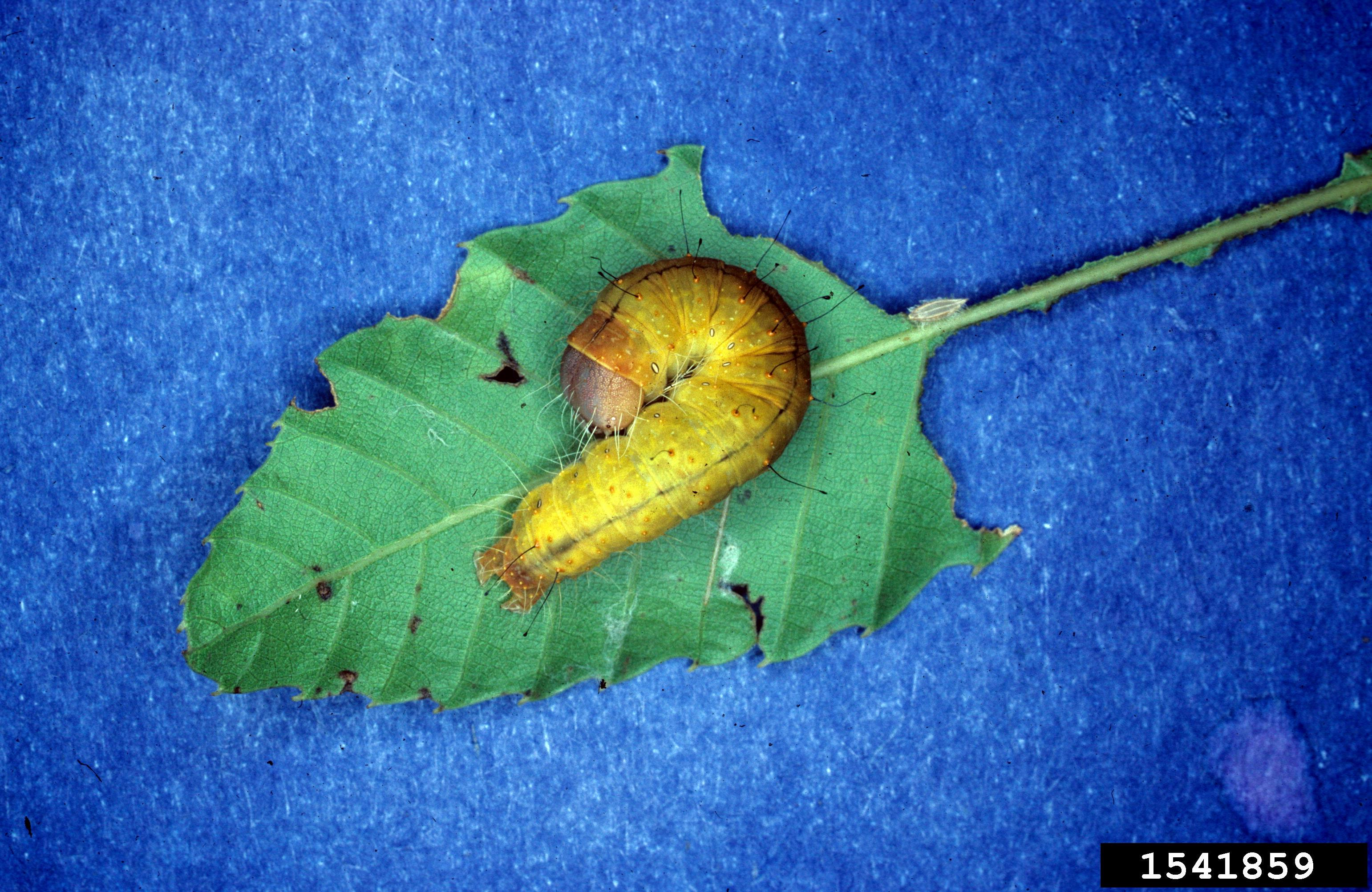
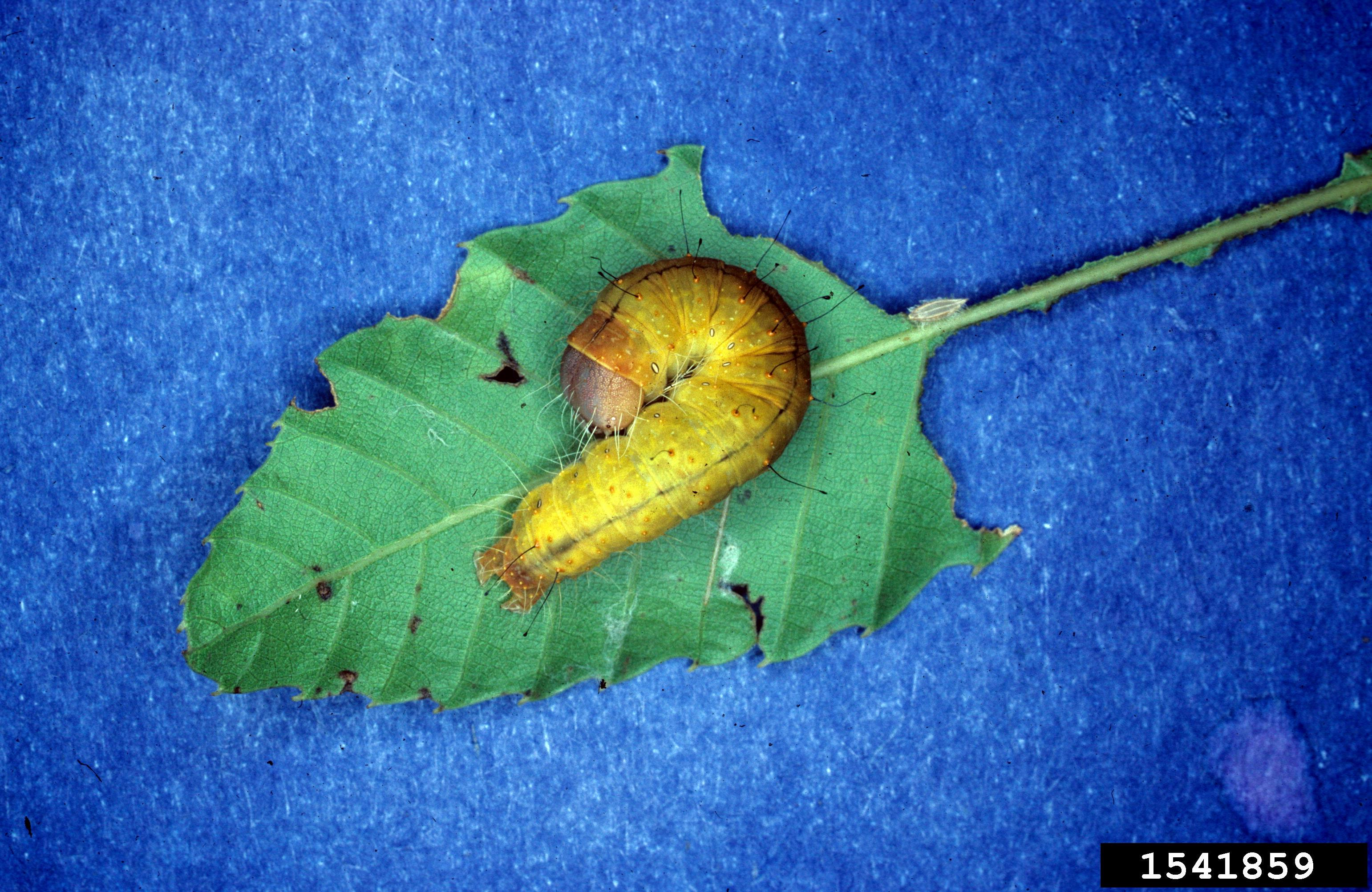